# Cristești (Mureș)
Cristești é uma comuna romena localizada no distrito de Mureș, na região histórica da Transilvânia. A comuna possui uma área de 18.13 km² e sua população era de 5762 habitantes segundo o censo de 2007.